# Podonomus albinervis
Podonomus albinervis är en tvåvingeart som beskrevs av Edwards 1931. Podonomus albinervis ingår i släktet Podonomus och familjen fjädermyggor. Inga underarter finns listade i Catalogue of Life.